# Sotta
 Sotta  es una comuna y población de Francia, en la región de Córcega, departamento de Córcega del Sur, en el distrito de Sartène y cantón de Figari.
Su población en el censo de 1999 era de 808 habitantes.
No está integrada en ninguna Communauté de communes.

## Demografía
| 535 | 578 | 683 | 726 | 762 | 808 |
| Para los censos de 1962 a 1999 la población legal corresponde a la población sin duplicidades (Fuente: INSEE [Consultar]) |     |     |     |     |     |

- Datos: Q686809
- Multimedia: Sotta / Q686809